# Heßheim
Heßheim település Németországban, Rajna-vidék-Pfalz tartományban. Lakosainak száma 3150 fő (2023. december 31.).

## Népesség
A település népességének változása:
| Lakosok száma | 2820 | 3098 | 3147 | 3137 | 3174 | 3150 |
|               | 1975 | 2017 | 2019 | 2021 | 2022 | 2023 |